# Eisner-díj a legjobb sorozatnak
Ebben a listában az Eisner-díj „legjobb sorozat” kategóriájának jelöltjei és nyertesei találhatóak.
| Év   | Sorozat                               | Alkotók | Kiadó                                    |
| ---- | ------------------------------------- | --- | ---------------------------------------- |
| 2013 | Fatale                                | Ed Brubaker (író) és Sean Phillips (rajzoló)                                                                            | Image Comics                             |
| 2013 | Hawkeye                               | Matt Fraction (író) és David Aja (rajzoló)                                                                              | Marvel Comics                            |
| 2013 | The Manhattan Projects                | Jonathan Hickman (író) és Nick Pitarra (rajzoló)                                                                        | Image Comics                             |
| 2013 | Prophet                               | Brandon Graham (író) és Simon Roy (rajzoló)                                                                             | Image Comics                             |
| 2013 | Saga                                  | Brian K. Vaughan (író) és Fiona Staples (rajzoló)                                                                       | Image Comics                             |
| 2012 | Daredevil                             | Mark Waid (író), Marcos Martin és Paolo Rivera (rajzolók)                                                               | Marvel Comics                            |
| 2012 | Naoki Urasawa’s 20th Century Boys     | Uraszava Naoki | Viz Media                                |
| 2012 | Rachel Rising                         | Terry Moore | Abstract Studio                          |
| 2012 | Ultimate Comics Spider-Man            | Brian Michael Bendis (író) és Sara Pichelli (rajzoló)                                                                   | Marvel Comics                            |
| 2012 | Usagi Yojimbo                         | Stan Sakai | Dark Horse Comics                        |
| 2011 | Chew                                  | John Layman (író) és Rob Guillory (rajzoló)                                                                             | Image Comics                             |
| 2011 | Echo                                  | Terry Moore | Abstract Studio                          |
| 2011 | Locke and Key                         | Joe Hill (író) és Gabriel Rodriguez (rajzoló)                                                                           | IDW Publishing                           |
| 2011 | Morning Glories                       | Nick Spencer (író) és Joe Eisma (rajzoló)                                                                               | Image Comics                             |
| 2011 | Naoki Urasawa’s 20th Century Boys     | Uraszava Naoki | Viz Media                                |
| 2011 | Scalped                               | Jason Aaron (író) és R. M. Guéra (rajzoló)                                                                              | Vertigo                                  |
| 2010 | Fables                                | Bill Willingham (író), valamint Mark Buckingham, Steve Leialoha és Andrew Pepoy (rajzolók)                              | Vertigo                                  |
| 2010 | Irredeemable                          | Mark Waid (író) és Peter Krause (rajzoló)                                                                               | Boom! Studios                            |
| 2010 | Naoki Urasawa’s 20th Century Boys     | Uraszava Naoki | Viz Media                                |
| 2010 | The Unwritten                         | Mike Carey (író) és Peter Gross (rajzoló)                                                                               | Vertigo                                  |
| 2010 | The Walking Dead                      | Robert Kirkman (író) és Charles Adlard (rajzoló)                                                                        | Image Comics                             |
| 2009 | All-Star Superman                     | Grant Morrison (író) és Frank Quitely (rajzoló)                                                                         | DC Comics                                |
| 2009 | Fables                                | Bill Willingham (író), valamint Mark Buckingham, Steve Leialoha, Niko Henrichon, Andrew Pepoy és Peter Gross (rajzolók) | Vertigo                                  |
| 2009 | Naoki Urasawa’s Monster               | Uraszava Naoki | Viz Media                                |
| 2009 | Thor                                  | J. Michael Straczynski (író), valamint Olivier Coipel és Mark Morales (rajzolók)                                        | Marvel Comics                            |
| 2009 | Usagi Yojimbo                         | Stan Sakai | Dark Horse Comics                        |
| 2008 | The Boys                              | Garth Ennis (író) és Darick Robertson (rajzoló)                                                                         | Dynamite Entertainment                   |
| 2008 | Buffy the Vampire Slayer Season Eight | Joss Whedon és Brian K. Vaughan (írók), valamint Georges Jeanty (rajzoló)                                               | Dark Horse Comics                        |
| 2008 | Naoki Urasawa’s Monster               | Uraszava Naoki | Viz Media                                |
| 2008 | The Spirit                            | Darwyn Cooke | DC Comics                                |
| 2008 | Y: The Last Man                       | Brian K. Vaughan (író) és Pia Guerra (rajzoló)                                                                          | Vertigo                                  |
| 2007 | All-Star Superman                     | Grant Morrison (író) és Frank Quitely (rajzoló)                                                                         | DC Comics                                |
| 2007 | Captain America                       | Ed Brubaker (író) és Steve Epting (rajzoló)                                                                             | Marvel Comics                            |
| 2007 | Daredevil                             | Ed Brubaker (író), valamint Michael Lark és Stefano Gaudiano (rajzolók)                                                 | Marvel Comics                            |
| 2007 | Naoki Urasawa’s Monster               | Uraszava Naoki | Viz Media                                |
| 2007 | The Walking Dead                      | Robert Kirkman (író) és Charles Adlard (rajzoló)                                                                        | Image Comics                             |
| 2007 | Young Avengers                        | Allan Heinberg (író) és Jim Cheung (rajzoló)                                                                            | Marvel Comics                            |
| 2006 | Age of Bronze                         | Eric Shanower | Image Comics                             |
| 2006 | Astonishing X-Men                     | Joss Whedon (író) és John Cassaday (rajzoló)                                                                            | Marvel Comics                            |
| 2006 | Ex Machina                            | Brian K. Vaughan (író) és Tony Harris (rajzoló)                                                                         | Wildstorm                                |
| 2006 | Fell                                  | Warren Ellis (író) és Ben Templesmith (rajzoló)                                                                         | Image Comics                             |
| 2006 | Rocketo                               | Marie Taylor (író) és Frank Espinosa (író és rajzoló)                                                                   | Speakeasy Comics és Image Comics         |
| 2006 | True Story, Swear to God              | Tom Beland | Clib’s Boy Comics                        |
| 2005 | Astonishing X-Men                     | Joss Whedon (író) és John Cassaday (rajzoló)                                                                            | Marvel Comics                            |
| 2005 | Ex Machina                            | Brian K. Vaughan (író) és Tony Harris (rajzoló)                                                                         | Wildstorm                                |
| 2005 | The Goon                              | Eric Powell | Dark Horse Comics                        |
| 2005 | Stray Bullets                         | David Lapham | El Capitan Books                         |
| 2005 | Y: The Last Man                       | Brian K. Vaughan (író) és Pia Guerra (rajzoló)                                                                          | Vertigo                                  |
| 2004 | Alias                                 | Brian Michael Bendis (író) és Michael Gaydos (rajzoló)                                                                  | Marvel Comics                            |
| 2004 | Daredevil                             | Brian Michael Bendis (író) és Alex Maleev (rajzoló), valamint David Mack (író és rajzoló)                               | Marvel Comics                            |
| 2004 | The Goon                              | Eric Powell | Dark Horse Comics                        |
| 2004 | Gotham Central                        | Ed Brubaker és Greg Rucka (írók), valamint Michael Lark (rajzoló)                                                       | DC Comics                                |
| 2004 | 100 Bullets                           | Brian Azzarello (író) és Eduardo Risso (rajzoló)                                                                        | Vertigo                                  |
| 2004 | Queen and Country                     | Greg Rucka (író), valamint Jason Shawn Alexander, Carla Speed McNeil és Mike Hawthorne (rajzolók)                       | Oni Press                                |
| 2003 | Age of Bronze                         | Eric Shanower | Image Comics                             |
| 2003 | Daredevil                             | Brian Michael Bendis (író) és Alex Maleev (rajzoló)                                                                     | Marvel Comics                            |
| 2003 | Fables                                | Bill Willingham (író), valamint Lan Medina, Mark Buckingham és Steve Leialoha (rajzolók)                                | Vertigo                                  |
| 2003 | Louis Reil                            | Chester Brown | Drawn and Quarterly                      |
| 2003 | Strangers in Paradise                 | Terry Moore | Abstract Studio                          |
| 2003 | True Story, Swear to God              | Tom Beland | Clib’s Boy Comics                        |
| 2002 | Finder                                | Carla Speed McNeil | Lightspeed Press                         |
| 2002 | 100 Bullets                           | Brian Azzarello (író) és Eduardo Risso (rajzoló)                                                                        | Vertigo                                  |
| 2002 | Planetary                             | Warren Ellis (író) és John Cassaday (rajzoló)                                                                           | Wildstorm                                |
| 2002 | Queen and Country                     | Greg Rucka (író) és Steve Rolston (rajzoló)                                                                             | Oni Press                                |
| 2002 | Ruse                                  | Mark Waid (író) és Butch Guice (rajzoló)                                                                                | CrossGen Comics                          |
| 2001 | Age of Bronze                         | Eric Shanower | Image Comics                             |
| 2001 | Berlin                                | Jason Lutes | Drawn and Quarterly                      |
| 2001 | Eagle                                 | Kavagucsi Kaidzsi | Viz Media                                |
| 2001 | Promethea                             | Alan Moore (író) és J. H. Williams III (rajzoló)                                                                        | America’s Best Comics                    |
| 2001 | Top 10                                | Alan Moore (író), valamint Gene Ha és Zander Cannon (rajzolók)                                                          | America’s Best Comics                    |
| 2000 | Acme Novelty Library                  | Chris Ware | Fantagraphics Books                      |
| 2000 | Planetary                             | Warren Ellis (író) és John Cassaday (rajzoló)                                                                           | Wildstorm                                |
| 2000 | Preacher                              | Garth Ennis (író) és Steve Dillon (rajzoló)                                                                             | Vertigo                                  |
| 2000 | Promethea                             | Alan Moore (író) és J. H. Williams III (rajzoló)                                                                        | America’s Best Comics                    |
| 2000 | Top 10                                | Alan Moore (író), valamint Gene Ha és Zander Cannon (rajzolók)                                                          | America’s Best Comics                    |
| 2000 | Transmetropolitan                     | Warren Ellis (író) és Darick Robertson (rajzoló)                                                                        | Vertigo                                  |
| 1999 | The Avengers                          | Kurt Busiek (író) és George Pérez (rajzoló)                                                                             | Marvel Comics                            |
| 1999 | Kurt Busiek’s Astro City              | Kurt Busiek (író) és Brent Anderson (rajzoló)                                                                           | Homage Comics, Wildstorm és Image Comics |
| 1999 | Preacher                              | Garth Ennis (író) és Steve Dillon (rajzoló)                                                                             | Vertigo                                  |
| 1999 | Sandman Mystery Theatre               | Steven Seagle (író) és Guy Davis (rajzoló)                                                                              | Vertigo                                  |
| 1999 | Transmetropolitan                     | Warren Ellis (író) és Darick Robertson (rajzoló)                                                                        | Vertigo                                  |
| 1998 | Acme Novelty Library                  | Chris Ware | Fantagraphics Books                      |
| 1998 | Akiko                                 | Mark Crilley | Sirius Entertainment                     |
| 1998 | Bone                                  | Jeff Smith | Cartoon Books                            |
| 1998 | Kurt Busiek’s Astro City              | Kurt Busiek (író) és Brent Anderson (rajzoló)                                                                           | Juke Box Productions és Homage Comics    |
| 1998 | Leave It to Chance                    | James Robinson (író) és Paul Smith (rajzoló)                                                                            | Homage Comics                            |
| 1998 | Preacher                              | Garth Ennis (író) és Steve Dillon (rajzoló)                                                                             | Vertigo                                  |
| 1997 | Akiko                                 | Mark Crilley | Sirius Entertainment                     |
| 1997 | Kane                                  | Paul Grist | Dancing Elephant Press                   |
| 1997 | Kurt Busiek’s Astro City              | Kurt Busiek (író) és Brent Anderson (rajzoló)                                                                           | Juke Box Productions és Homage Comics    |
| 1997 | Starman                               | James Robinson (író) és Tony Harris (rajzoló)                                                                           | DC Comics                                |
| 1997 | Strangehaven                          | Gary Spencer Millidge                                                                                                   | Abiogenesis Press                        |
| 1997 | Strangers in Paradise                 | Terry Moore | Abstract Studio és Homage Comics         |
| 1996 | Acme Novelty Library                  | Chris Ware | Fantagraphics Books                      |
| 1996 | Kurt Busiek’s Astro City              | Kurt Busiek (író) és Brent Anderson (rajzoló)                                                                           | Juke Box Productions és Image Comics     |
| 1996 | Preacher                              | Garth Ennis (író) és Steve Dillon (rajzoló)                                                                             | Vertigo                                  |
| 1996 | Strangers in Paradise                 | Terry Moore | Abstract Studio                          |
| 1996 | Stray Bullets                         | David Lapham | El Capitan Books                         |
| 1995 | Bone                                  | Jeff Smith | Cartoon Books                            |
| 1995 | The Books of Magic                    | John Ney Rieber (író), valamint Gary Amaro és Peter Gross (rajzolók)                                                    | Vertigo                                  |
| 1995 | Icon                                  | Dwayne McDuffie (író) és M. D. Bright (rajzoló)                                                                         | Milestone Media                          |
| 1995 | Starman                               | James Robinson (író) és Tony Harris (rajzoló)                                                                           | DC Comics                                |
| 1995 | Strangers in Paradise                 | Terry Moore | Abstract Studio                          |
| 1995 | Uncle Scrooge                         | Don Rosa (író és rajzoló) és mások                                                                                      | Gladstone Publishing                     |
| 1994 | Bone                                  | Jeff Smith | Cartoon Books                            |
| 1994 | Cerebus                               | Dave Sim (író és rajzoló) és Gerhard (rajzoló)                                                                          | Aardvark-Vanaheim                        |
| 1994 | Hellblazer                            | Garth Ennis (író) és Steve Dillon (rajzoló)                                                                             | Vertigo                                  |
| 1994 | The Sandman                           | Neil Gaiman (író) és mások                                                                                              | Vertigo                                  |
| 1994 | Shade, the Changing Man               | Peter Milligan (író) és Chris Bachalo (rajzoló)                                                                         | DC Comics és Vertigo                     |
| 1993 | Cerebus                               | Dave Sim (író és rajzoló) és Gerhard (rajzoló)                                                                          | Aardvark-Vanaheim                        |
| 1993 | Hate                                  | Peter Bagge | Fantagraphics Books                      |
| 1993 | Hellblazer                            | Garth Ennis (író) és mások                                                                                              | Vertigo                                  |
| 1993 | Love and Rockets                      | Gilbert Hernander és Jaime Hernandez (írók és rajzolók)                                                                 | Fantagraphics Books                      |
| 1993 | Real Stuff                            | Dennis Eichhorn (író) és mások                                                                                          | Fantagraphics Books                      |
| 1993 | The Sandman                           | Neil Gaiman (író) és mások                                                                                              | Vertigo                                  |
| 1993 | Shade, the Changing Man               | Peter Milligan (író) és mások                                                                                           | DC Comics és Vertigo                     |
| 1992 | Cerebus                               | Dave Sim (író és rajzoló) és Gerhard (rajzoló)                                                                          | Aardvark-Vanaheim                        |
| 1992 | Doom Patrol                           | Grant Morrison (író), Richard Case (rajzoló) és mások                                                                   | DC Comics                                |
| 1992 | Flaming Carrot Comics                 | Bob Burden | Dark Horse Comics                        |
| 1992 | Groo the Wanderer                     | Sergio Aragonés (író és rajzoló) és Mark Evanier (író)                                                                  | Epic Comics                              |
| 1992 | Miracleman                            | Neil Gaiman (író) és Mark Buckingham (rajzoló)                                                                          | Eclipse Comics                           |
| 1992 | The Incredible Hulk                   | Peter David (író) és Dale Keown (rajzoló)                                                                               | Marvel Comics                            |
| 1992 | Love and Rockets                      | Gilbert Hernander és Jaime Hernandez (írók és rajzolók)                                                                 | Fantagraphics Books                      |
| 1992 | The Sandman                           | Neil Gaiman (író) és mások                                                                                              | Vertigo                                  |
| 1992 | Yummy Fur                             | Chester Brown | Drawn and Quarterly                      |
| 1991 | Cerebus                               | Dave Sim (író és rajzoló) és Gerhard (rajzoló)                                                                          | Aardvark-Vanaheim                        |
| 1991 | Eightball                             | Dan Clowes | Fantagraphics Books                      |
| 1991 | Miracleman                            | Alan Moore (író) és mások                                                                                               | Eclipse Comics                           |
| 1991 | The Sandman                           | Neil Gaiman (író) és mások                                                                                              | Vertigo                                  |
| 1991 | Yummy Fur                             | Chester Brown | Vortex Comics                            |
| 1991 | Zot!                                  | Scott McCloud | Eclipse Comics                           |
| 1990 | Nem osztottak díjat                   | Nem osztottak díjat | Nem osztottak díjat                      |
| 1989 | Concrete                              | Paul Chadwick | Dark Horse Comics                        |
| 1989 | Love and Rockets                      | Gilbert Hernander és Jaime Hernandez (írók és rajzolók)                                                                 | Fantagraphics Books                      |
| 1989 | Nexus                                 | Mike Baron (író), Steve Rude (rajzoló) és mások                                                                         | First Comics                             |
| 1989 | Omaha the Cat Dancer                  | Kate Worley (író) és Reed Waller (rajzoló)                                                                              | Kitchen Sink Press                       |
| 1989 | The Question                          | Dennis O’Neil (író) és Denys Cowan (rajzoló)                                                                            | DC Comics                                |
| 1988 | Concrete                              | Paul Chadwick | Dark Horse Comics                        |
| 1988 | Grendel                               | Matt Wagner (író), valamint Arnold Pander és Jacob Pander (rajzolók)                                                    | Comico Comics                            |
| 1988 | Love and Rockets                      | Gilbert Hernander és Jaime Hernandez (írók és rajzolók)                                                                 | Fantagraphics Books                      |
| 1988 | Zot!                                  | Scott McCloud | Eclipse Comics                           |